# Francis Guillen
Francis Guillen (ur. 30 kwietnia 1993 w Méridzie) – wenezuelska wspinaczka sportowa. Specjalizowała się w boulderingu, w prowadzeniu oraz we wspinaczce na czas. Dwukrotna wicemistrzyni Ameryki we wspinaczce sportowej w konkurencji na czas z 2010 oraz z 2012.

## Kariera
Wielokrotna medalistka mistrzostw Ameryki we wspinaczce sportowej w konkurencjach; boulderingu, prowadzenia oraz we wspinaczce na czas (łącznie 4 medale):
- wicemistrzostwo Ameryki (2x) – 2010, 2012 (we wspinaczce na czas),
- brązowa medalistka mistrzostw Ameryki (2x) – 2012 w boulderingu oraz w prowadzeniu.

Uczestniczka zawodów wspinaczkowych World Games w kolumbijskim Cali w 2013, gdzie we wspinaczce sportowej na czas zajęła 13. miejsce, a w prowadzeniu była siedemnasta.

## Osiągnięcia

### Mistrzostwa świata
| Konkurencje  | 2018 |
| Bouldering   | 43   |
| Prowadzenie  | 63   |
| Wsp. na czas | 53   |

### World Games
| Konkurencje  | 2013 |
| Prowadzenie  | 17   |
| Wsp. na czas | 13   |

### Mistrzostwa Ameryki
| Konkurencje  | 2010 | 2012 |
| Bouldering   | —    | 3    |
| Prowadzenie  | —    | 3    |
| Wsp. na czas | 2    | 2    |